# Лорченков, Владимир Владимирович
Владимир Владимирович Ло́рченков (род. 14 февраля 1979, Кишинёв) — молдавский писатель, новеллист и журналист.

## Биография
Родился в Кишинёве. Отец — сын украинки и белоруса, мать — молдаванка. Рос в Забайкалье, Заполярье, Венгрии и Белоруссии, когда ему было 12 лет, семья вернулась в Кишинёв.
Окончил факультет журналистики Молдавского государственного университета, 11 лет работал в молдавских СМИ, позже — PR-менеджером в туристической компании (Стамбул).
Пишет на русском языке. Проживает в Монреале (Канада).

## Публикации в журналах
Первая публикация в 2002 году в журнале «Новый мир», позже печатался в журналах «Знамя», «Октябрь», «Волга», «Нева», «Новая Юность», «Урал».

## Книги
- «Усадьба сумасшедших», 2004
- «Самосвал» («Livebook/Гаятри», 2007)
- «Все там будем» («Livebook/Гаятри», 2008)
- «Букварь» («Livebook/Гаятри», 2008)
- «Время ацтеков» (АСТ, 2009)
- «Прощание в Стамбуле» (АСТ, 2009)
- «Большой куш» (АСТ, 2009)
- «Клуб бессмертных» (АСТ, 2009)
- «Галатея или последний роман для девственников» (Эксмо, 2010)
- «Табор уходит» (Эксмо, 2010)
- «Молоко и мёд» («Все там будем» в переводе на сербо-хорватский, Вести — Сербия и Черногория, 2010)
- «Italia mon amour» («Все там будем» в переводе на итальянский, Atmosphere libri — Италия, 2011)
- «Milch und Honig» («Все там будем» в переводе на немецкий, «Atrium»-Германия, 2011)
- «Melk og honning» («Все там будем» в переводе на норвежский, Forlag — Норвегия, 2011)
- «Ночь в Кербе» (Эксмо, 2018)
- «Копи царя Соломона» (Эксмо, 2018)
- «Таун Даун» (Эксмо, 2018)
- «Записки библиотекаря. Том 1» (Ruinaissance, 2024)
- «Записки библиотекаря. Том 2» (Ruinaissance, 2024)
- «Быть добру в Кайо-Коко» (2024)
- «Записки библиотекаря. Том 3» (Ruinaissance, 2025)

## Переводы
- «Диалог „побеждённых“», Люсьен Рёбате, Пьер-Антуан Кусто; комментарии переводчика, В. В. Лорченкова, (Ruinaissance, 2025)

## Премии
- Шорт-лист премии «Дебют» в номинации «Малая проза» (2001)
- Лауреат премии «Дебют» (2003) в номинации «Крупная проза»
- Шорт-лист Русской премии (2006)
- Лауреат Русской премии 2008 года в номинации «Большая проза» за повесть «Там город золотой» (выпущена издательством «Гаятри» под названием «Все там будем»)
- Шорт-лист премии «Нацбест» 2012 года.

## Избранные публикации
- Сценарий «Копи Царя Соломона» в журнале «Волга»
- Повесть «Когда ты ушла» в журнале «Окно»
- Поэма «Путеводитель по Молдавии» в журнале «Окно»